# タンタン (楽器)

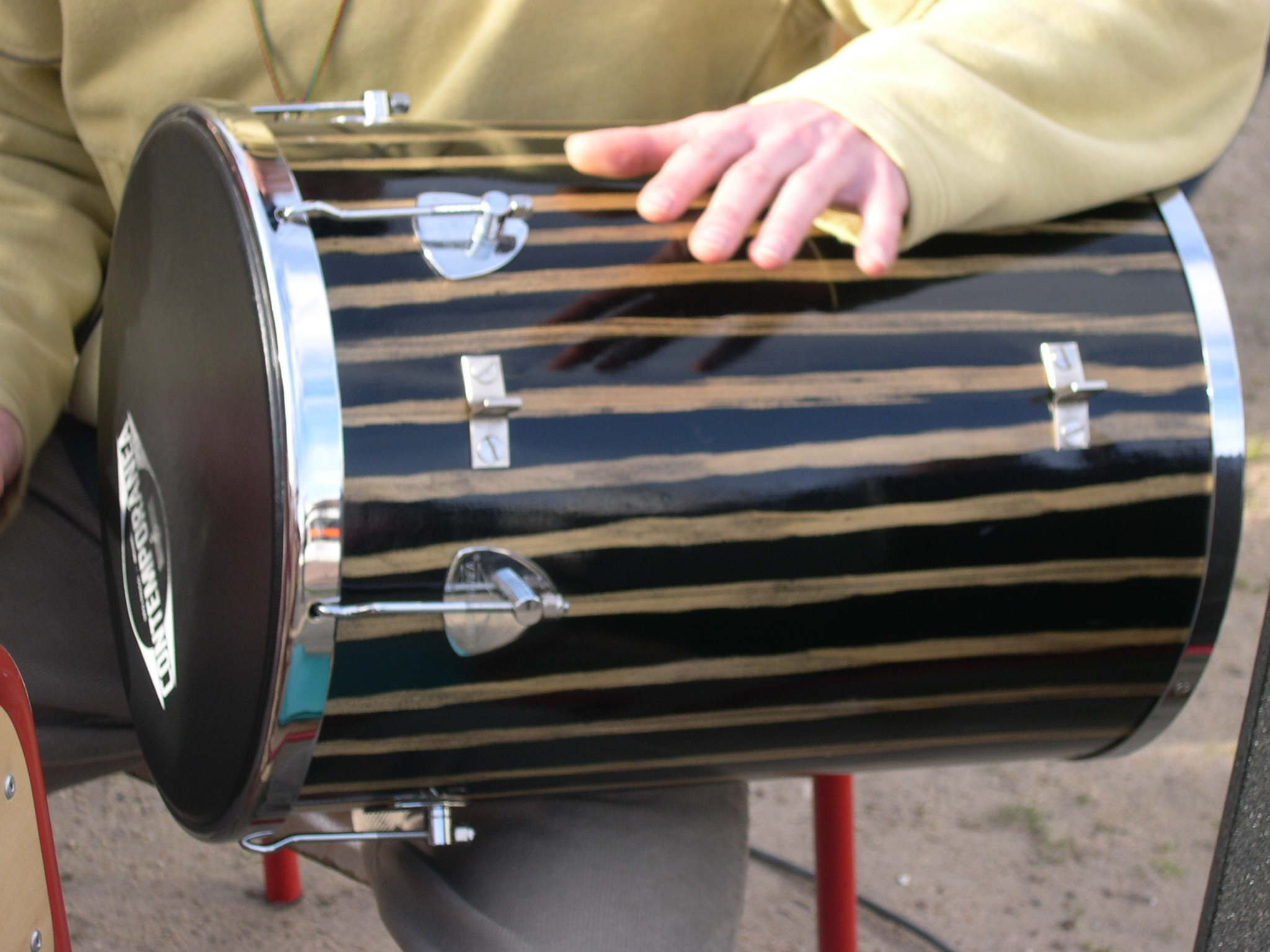
タンタン

タンタン(Tantã)は、主に少人数編成のサンバであるパゴージで用いられるパーカッションのひとつである。またMPBやボサノヴァなど他のブラジル音楽で演奏されることも多い。

## 形状・奏法
12~14インチぐらい、長さが1mほどの寸胴の片面太鼓。胴の材質はアルミ、あるいはウッドシェル(木材)にニスなどでコーティングしたものが多い。なお、タンタンよりもやや小さい10～12インチで50～60cm程度のものは一般的にヘボロと呼ばれる。打面にはヘッドが張られるが、ナイロン製のもの、また一般的にナパヘッドといわれる合皮製のものがよく使われる。
楽器の持ち方は、立って演奏する場合はタラバルチと呼ぶストラップで肩からタンタンを横に吊るし、椅子などに座って演奏する場合は膝の上に乗せて利き手でない方の腕でやや抱えるような形で演奏する。利き手は素手で打面を叩き、もう片方の手は胴にアクセントを加えて演奏する。その場合、片方の手の指には指輪をして胴を叩く事も多い。
基本的なリズムは2拍子で、スルドと同じ役割を果たす。ただしスルドとの相違点は、スルドが大勢の人数のサンバパレードやステージなど室外で演奏する楽器として生まれた楽器であり、両面ヘッドでマセタ（マレット）を使うために大きな音になるのに対し、タンタンは家の裏庭や室内などで限られた人数で演奏するために発生した楽器であり、片面ヘッドを素手で叩くことでスルドよりやや音量が低減されるような仕様となっている。ただし絶対的にスルドが室外でタンタンが室内と限定されているものではなく、TPOによって様々な使い方がされる。またスルドとタンタンを併用して演奏する場合も多い。
なおMPBやボサノヴァなど、サンバ以外で演奏する場合、利き手で無い方の手はドラムセットで使うブラシのスティックを使用して演奏することなどもある。丸みを帯びた温かい音色が特徴。

## 主要メーカー
- CONTENPORANEA
- REMO（英語版）
- RMV